# 基特 (印第安納州)
基特（英語：Kitt）是位於美國印地安納州傑伊縣的一個非建制地區。該地的面積和人口皆未知。